# Abadía de Zwettl

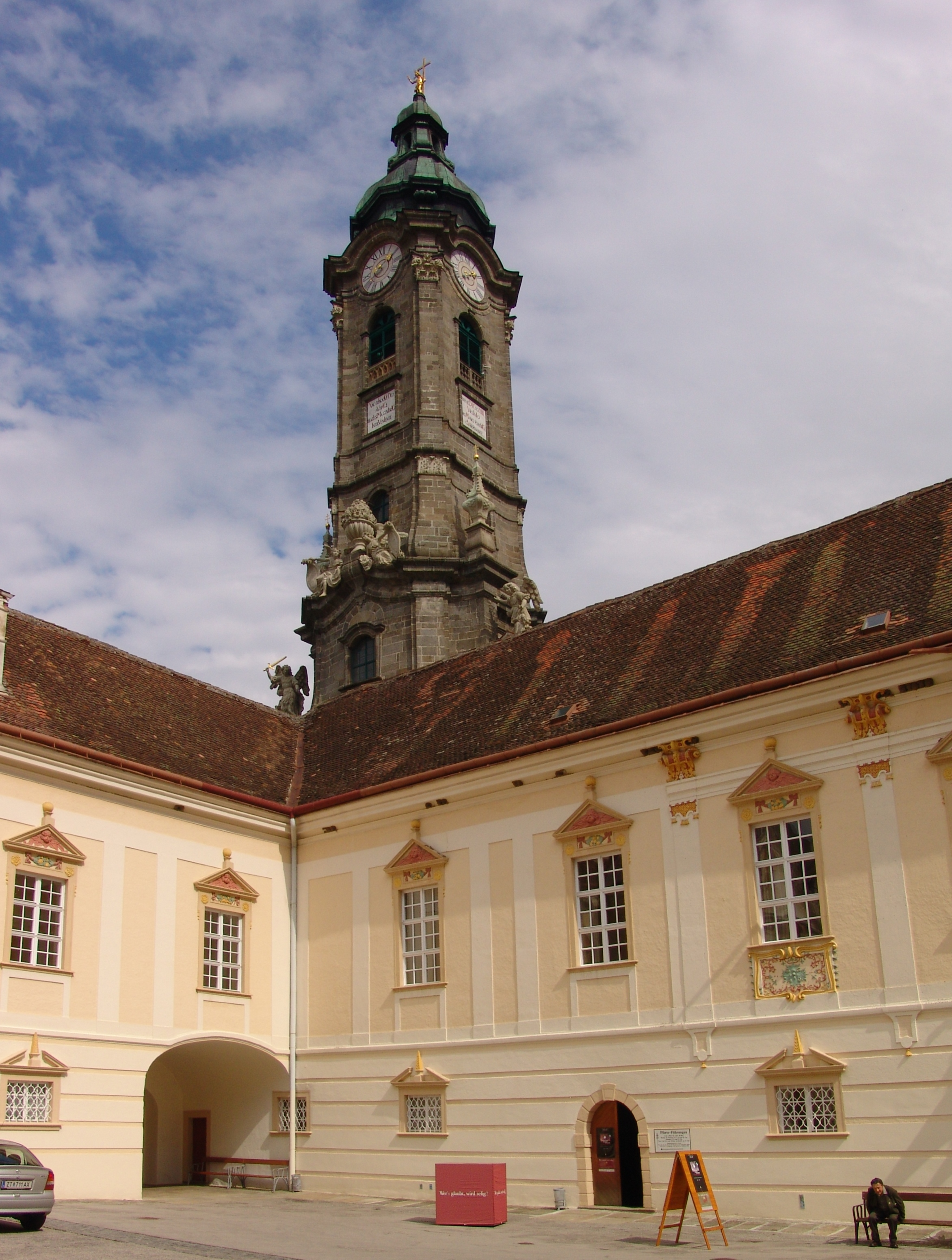
La Abadía de Zwettl.

La Abadía de Zwettl (en alemán, Stift Zwettl) es un monasterio cisterciense. Se encuentra cerca de la ciudad de Zwettl en la diócesis de Sankt Pölten en Austria. Este filial de la Abadía de Heiligenkreuz, de la línea de Morimond fue fundada en 1137 por Hadmar I de Kuenring y fue confirmada su fundación por el pontífice Inocencio II en 1140.